# 吉賀町立六日市中学校
吉賀町立六日市中学校（よしかちょうりつ むいかいちちゅうがっこう）は、島根県鹿足郡吉賀町六日市にある公立中学校。

## 概要
吉賀町にある4校の中学校の中では最も生徒数の多い中学校で、2012年度の全校生徒は65人である。

## 沿革
- 1947年（昭和22年）4月1日 - 六日市村立六日市中学校開校。
- 1947年（昭和22年）11月3日 - 六日市町立六日市中学校と改称。
- 2003年（平成15年）4月1日 - 島根県立吉賀高等学校との中高一貫教育を導入。
- 2005年（平成17年）10月1日 - 町村合併（六日市町、柿木村）により吉賀町立六日市中学校と改称。
- 2019年（平成31年） - 吉賀町立蔵木中学校と統合。

## 主な行事
- 4月 - 入学式、始業式、家庭訪問、授業参観
- 6月 - 体験学習（1、3年生）
- 9月 - 運動会
- 11月 - 文化祭
- 12月 - 球技大会
- 2月 - 修学旅行
- 3月 - 卒業式、修了式

## 通学区域
- 有飯、幸地、立河内、六日市、沢田、広石、立戸、九郎原、蔵木、樋口、田野原[3]